# Peter Camejo

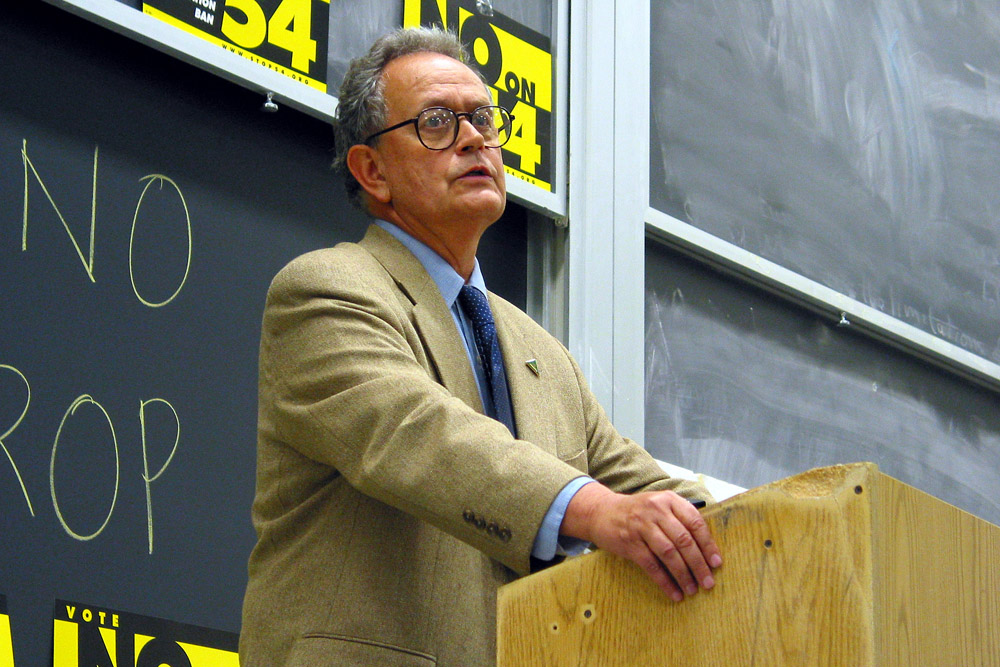
Peter Camejo 2006.

Peter Miguel Camejo, född den 31 december 1939, död den 13 september 2008, var en amerikansk författare, aktivist och politiker. 2004 valdes han av den oberoende presidentkandidaten Ralph Nader som dennes vicepresident och "running mate". Camejo har förutom en politisk karriär även haft en idrottskarriär, och deltog bland annat i Olympiska sommarspelen 1960 i segling. 